# دوج ویفرر
دوج ویفرر (انگلیسی: Dodge Wayfarer) مجموعه ای از خودروهای سایز کامل بود که از سال ۱۹۴۹ تا ۱۹۵۲ توسط دوج تولید شد. ویفرر مدل پایه دوج بود و در چهار سبک بدنه موجود بود: یک سدان دو در، یک سدان چهار در، یک خودروی دو درب. کوپه درب و کانورتیبل دو در. ویفرراز یک موتور شش سیلندر با قدرت ۱۰۳ اسب بخار بهره می‌برد.
در سال ۱۹۵۰، ویفرر یک فیس لیفت دریافت کرد که شامل جلوپنجره، سپرها و چراغ‌های عقب جدید بود. مدل کانورتیبل نیز کنار گذاشته شد و یک استیشن واگن به خط تولید اضافه شد. سال بعد، ویفرر یک فیس لیفت دیگر با کاپوت و جلوپنجره جدید و فضای داخلی اصلاح شده دریافت کرد.
در سال ۱۹۵۲، ویفرر با دوج کورونت به عنوان مدل پایه این شرکت جایگزین شد. امروزه دوج ویفرر یک خودروی کلکسیونی محبوب است که نمونه‌های بازسازی‌شده آن قیمت‌های بالایی در حراجی‌ها دارد.